# 이타노정
이타노정(일본어: 板野町)은 일본 도쿠시마현 북동부 사누키 산맥 기슭에 있는 이타노군의 정이다.
시코쿠 88개소 가운데 제3번찰소 곤센지, 제4번찰소 다이니치지, 제5번찰소 지조지 등 3개의 절이 있어 길을 달리다 보면 순례자를 만나는 일도 많다.

## 역사
- 1955년 - 반자이정, 마쓰사카촌, 사카에촌 등 1정 2촌이 합병해 이타노정이 되었다.

## 교통

### 철도
- 시코쿠 여객철도 고토쿠선

### 도로
- 다카마쓰 자동차도